# Zalesje (wołost Pożeriewickaja)
Zalesje (ros. Залесье) – wieś (ros. деревня, trb. dieriewnia) w zachodniej Rosji, w wołoscie Pożeriewickaja (osiedle wiejskie) rejonu diedowiczskiego w obwodzie pskowskim.

## Geografia
Miejscowość położona jest w pobliżu jeziora Gramulinskoje, 16 km od centrum administracyjnego osiedla wiejskiego (Pożeriewicy), 21,5 km od centrum administracyjnego rejonu (Diedowiczi), 81 km od stolicy obwodu (Psków).

## Demografia
W 2010 r. miejscowość zamieszkiwały 2 osoby.